# Dat zou jij nooit toelaten
Dat zou jij nooit toelaten: Als liefde giftig wordt is een Nederlands boek geschreven door Tessel ten Zweege, dat in februari 2022 verscheen bij Uitgeverij de Geus. Het is feministische non-fictie waarin Ten Zweege haar eigen ervaring met partnergeweld als rode draad gebruikt, en deze aankleedt met feministische theorieën van onder meer bell hooks, Roxane Gay en Rebecca Solnit. Het boek werd gepresenteerd in Pakhuis de Zwijger en was Ten Zweeges debuut als schrijver.

## Inhoud
Een thema dat vaak voorkomt in Dat zou jij nooit toelaten en ander werk van Ten Zweege is seksueel geweld tegen biseksuele vrouwen. In het boek onderzoekt Ten Zweege door een intersectioneel feministische blik begrippen als victim-blaming, gaslighting, bewegingen als 'I Believe You Anita' en #NotAllMen, en uit ze kritiek op de Nederlandse politie.
De titel verwijst naar een gesprek met een vriendin waarin werd gesuggereerd dat Ten Zweege slachtoffer van partnergeweld zou kunnen zijn, maar dit idee snel werd weggewuifd omdat Ten Zweege niet het 'type' is dat geweld zou 'toelaten'.